# 韋斯特維爾特 (伊利諾伊州)
韋斯特維爾特（英語：Westervelt）是位於美國伊利諾伊州謝爾比縣的一個人口普查指定地區。

## 地理
韋斯特維爾特的座標為39°28′44″N 88°51′42″W / 39.47889°N 88.86167°W，而該地最高點為海拔高度199米（即653英尺）。

## 人口
根據2010年美國人口普查的數據，韋斯特維爾特的面積為0.22平方千米，當中陸地面積為0.22平方千米，而水域面積為0.00平方千米。當地共有人口128人，而人口密度為每平方千米581.82人。